# ماتيو ستوبا
ماتيو ستوبا (بالإيطالية: Matteo Stoppa)‏ (من مواليد 27 سبتمبر 2000) هو لاعب كرة قدم إيطالي محترف يلعب مع نادي باليرمو على سبيل الإعارة من سامبدوريا.